# Belagerung von Jechiʿam (1948)
Die Belagerung Jechiʿams von Januar bis Mai 1948 war eine arabisch-nationalistische Militäroperation im Gebiet des Völkerbundsmandats für Palästina, die darauf abzielte, den Kibbuz Jechiʿam einzunehmen. Nach dem Beschluss der UNO 1947 für einen UN-Teilungsplan für Palästina in einen Staat für Juden und einen für nichtjüdische Araber kündigten die benachbarten Staaten – sämtlich Mitglieder der Arabischen Liga – an, weder diesen UN-Beschluss noch eine davon abweichende mit der Gegenseite verhandelte Teilung anzuerkennen, sondern ihr Waffenglück die künftige Aufteilung des ehemaligen Mandatsgebiets bestimmen zu lassen.
Darauf mühten sich die nationalen Bewegungen im Lande – antizionistische überwiegend nichtjüdische einenteils und andernteils zionistische überwiegend jüdische Palästinenser – darum, auch mit Gewalt Positionen und Posten einzunehmen bzw. zu halten, die in Beförderung bzw. Abwehr der angekündigten arabischen Invasionen strategisch wichtig erschienen, was sich zum Bürgerkrieg zwischen arabischen und jüdischen Palästinensern (Dezember 1947─Mai 1948) auswuchs. Die Belagerung kombinierte die Blockade jedweden Verkehrs von und nach Jechiʿam, Angriffe zwecks Eroberung des Kibbuzes und Beschuss zur Unterbindung oder Behinderung von Verteidigungsbemühungen. Die Hagannah zerschlug im Zuge ihrer am Tag der Unabhängigkeit Israels begonnenen militärischen Operation Ben-ʿAmmi die Blockade bis 20. Mai und im Oktober des Jahres vertrieben Israels Streitkräfte die arabischen Belagerer aus den Bergen Galiläas oberhalb Jechiʿams.

## Hintergrund
Nachdem die Briten der vielen Todesopfer durch antibritischen Terror und Kosten ihres Mandatsauftrags zur Verwaltung Palästinas überdrüssig diesen an die UNO, als Nachfolgerin des Völkerbundes, zurückgaben, fasste diese Beschlüsse für die Zukunft des Landes. Gemäß den Völkerbundsbestimmungen von 1922 für das Völkerbundsmandat für Palästina war die jüdische Heimstatt zu fördern und zu wahren, wie die Rechte der arabischen Nichtjuden im Lande, doch angesichts der Gewalt zwischen den Volksgrupppen sah die UNO die jüdische Heimstatt in einem binationalen Palästina eben eher nicht gesichert.
Darauf fasste am 29. November 1947 die Mehrheit der Mitgliedsstaaten der UNO den Beschluss, das Mandatsgebiet im Mai 1948 zu teilen und schlug dazu einen Teilungsplan vor für einen Staat für Juden und einen für nichtjüdische Araber. In der vorgeschlagenen Teilung verpflichtete die UNO niemanden umzuziehen, jüdische Palästinenser, deren Wohnorte im arabischen Staat zu liegen kamen, sollten als Bürger gleiche Rechte wie arabische nichtjüdische Palästinenser haben, wie umgekehrt arabische Palästinenser im jüdischen Staat mit jüdischen Palästinensern gleichberechtigt sein sollten. Für den Fall der Umsetzung der Gründung eines jüdischen Staates kündigten das Königreich Ägypten, das Königreich Irak, der Libanon, Syrien und Transjordanien, verbunden in der Arabischen Liga, die Invasionen ihrer Streitkräfte an.

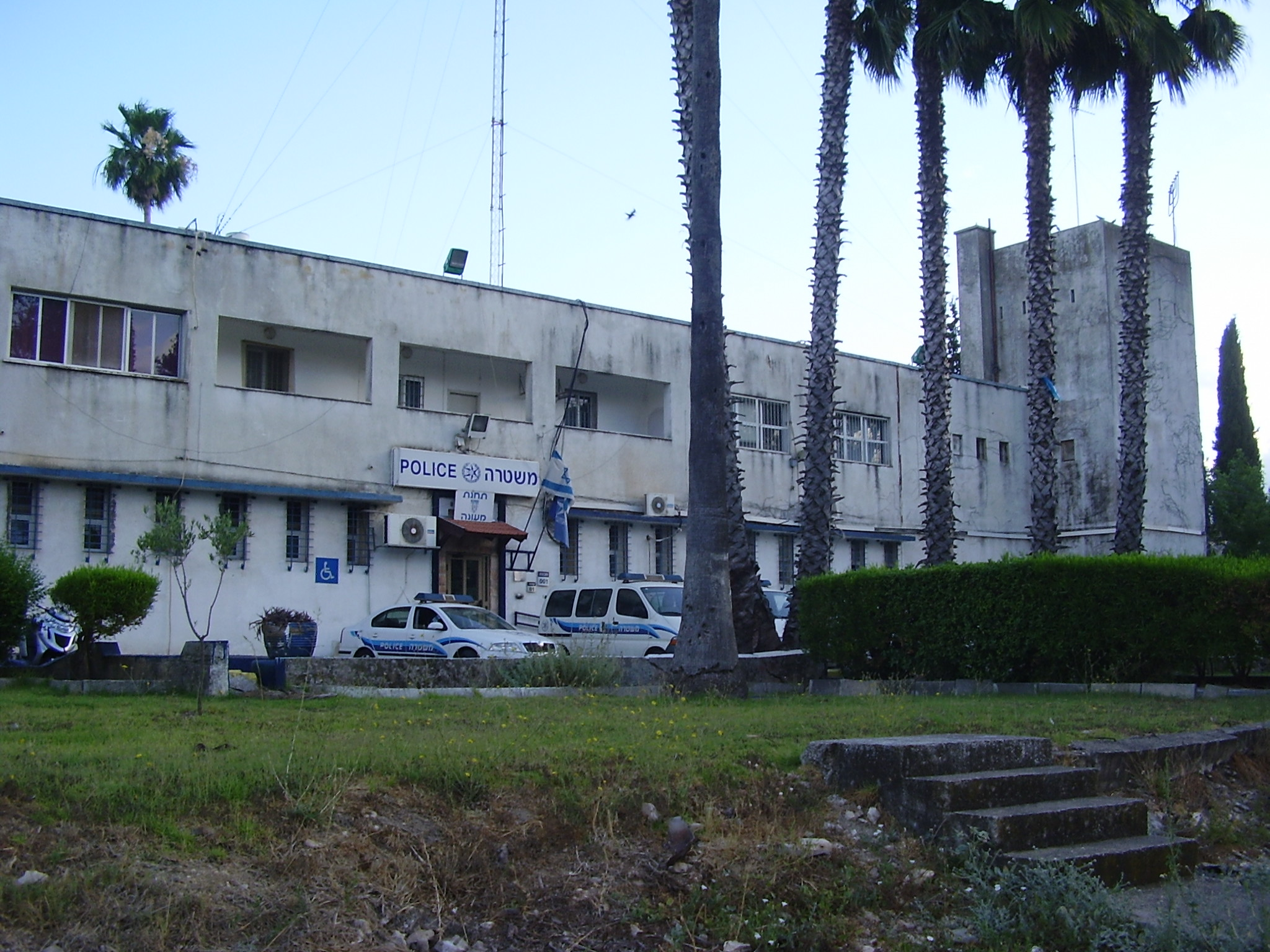
Tarschiha Tegart-Fort, heute Polizeiwache Meʿona, 2010

Im Vorlauf dieser angekündigten Invasionen wuchs sich das Ringen um militärisch bedeutende Positionen zwischen den nationalen Bewegungen im Lande – überwiegend nichtjüdische Palästinenser einenteils und andernteils zionistische überwiegend jüdische Palästinenser – zum Bürgerkrieg aus, während die britische Mandatsmacht sich weiter mühte, mittellose und gezeichnete Überlebende der deutschen Schoah in Europa an der Einreise nach Palästina zu hindern. Gleichzeitig infiltrierten bewaffnete ausländische arabische Paramilitärs der Arabischen Befreiungsarmee die Landgrenzen, um im Bürgerkrieg bewaffnete und zivile Angehörige der britischen Mandatsmacht und jüdische Palästinenser zu attackieren.:90 Die Mitgliedsstaaten der Arabischen Liga finanzierten die Arabische Befreiungsarmee.
Im Frühjahr 1948 räumten die Briten das Tarschiha Tegart-Fort im Rahmen ihres Abzugs aus dem Lande, in der Peripherie beginnend. Die Arabische Befreiungsarmee bezog diese befestigte Polizeistation als Hauptquartier. Der nunmehr in Tarschiha stationierte Fawzi Raschid (فوزي رشيد) gewann einheimische Araber dafür, sich in Milizen organisiert dem Bürgerkrieg anzuschließen und bedrohte Unschlüssige und Friedenswillige. Aus Miʿilya führte Shukri Shoufani die Dorfmiliz ins Feld.

## Belagerung und Angriffe

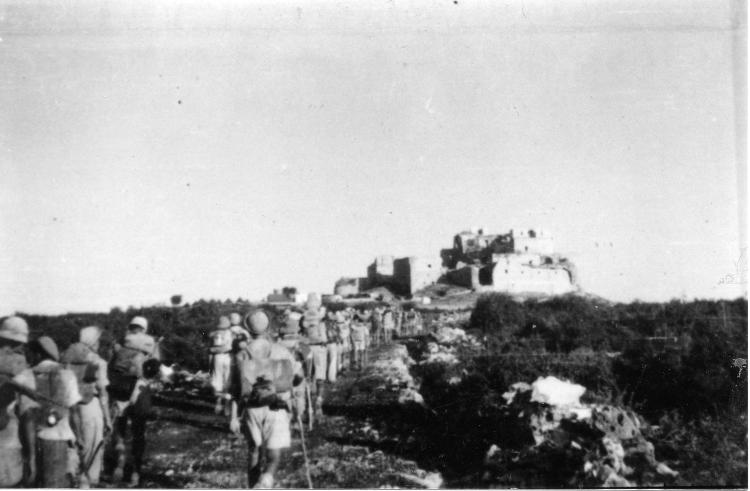
Ausbildungszug Kompanie des Palmach auf dem Rückweg vom Training nordwestlich der Festung Gadin

Jechiʿam geriet in Frontstellung durch seine exponierte Lage zwischen arabisch bewohnten Orten in seiner Umgebung. Zu den etwa 60 Kibbuznikim in Jechiʿam stieß im Dezember 1947, nach Beginn des Bürgerkrieges im Mandatsgebiet, ein Palmach-Ausbildungszug (je zur Hälfte Frauen und Männer). Im Januar 1948 entsandte die Hagannah zudem einen Zug des 21. Bataillons der Levanoni-Brigade, die im Februar in die Carmeli-Brigade und die Golani-Brigade aufgegliedert wurde. Das 21. Bataillon kam dabei an die Carmeli-Brigade. Der Chejl haMischmar (חֵיל הַמִּשְׁמָר ‚Wachtkorps‘; Akronym Chi"M) der Hagannah entsandte ferner zehn seiner Soldaten zur Unterstützung in den Kibbuz.
In der Anfangsphase des Bürgerkrieges war der Kibbuz vor allem in Bedrängnis, weil ausgehend von dem arabischen Dorf al-Kabri am Wegesrand dessen Dorfmilizionäre mit eingesickerten ausländischen Kämpfern der Arabischen Befreiungsarmee und unterstützt von Dorfmilizen anderer arabischer Dörfer (unter anderen Miʿilya) auf der historischen Landstraße Damaskus–Akkon (heute als Kvisch  klassifiziert) allen Verkehr von und nach Jechiʿam blockierten. Die Luftlinie zu den nächstgelegenen jüdischen Orten, Naharija und Chanita, betrug jeweils etwa elf Kilometer, nur abseits der Straßen auf ungebahnten Wegen konnten Personen unter der Gefahr entdeckt und erschossen zu werden, noch versuchen Jechiʿam zu erreichen. Mit ihren Kindern und sie betreuenden Mitgenossenschaftern in Qirjat Chaim und Freunden in Naharija hielten die Kibbuznikim in Jechiʿam Kontakt über Brieftauben, nächtliche Lichtsignale im Morsecode.

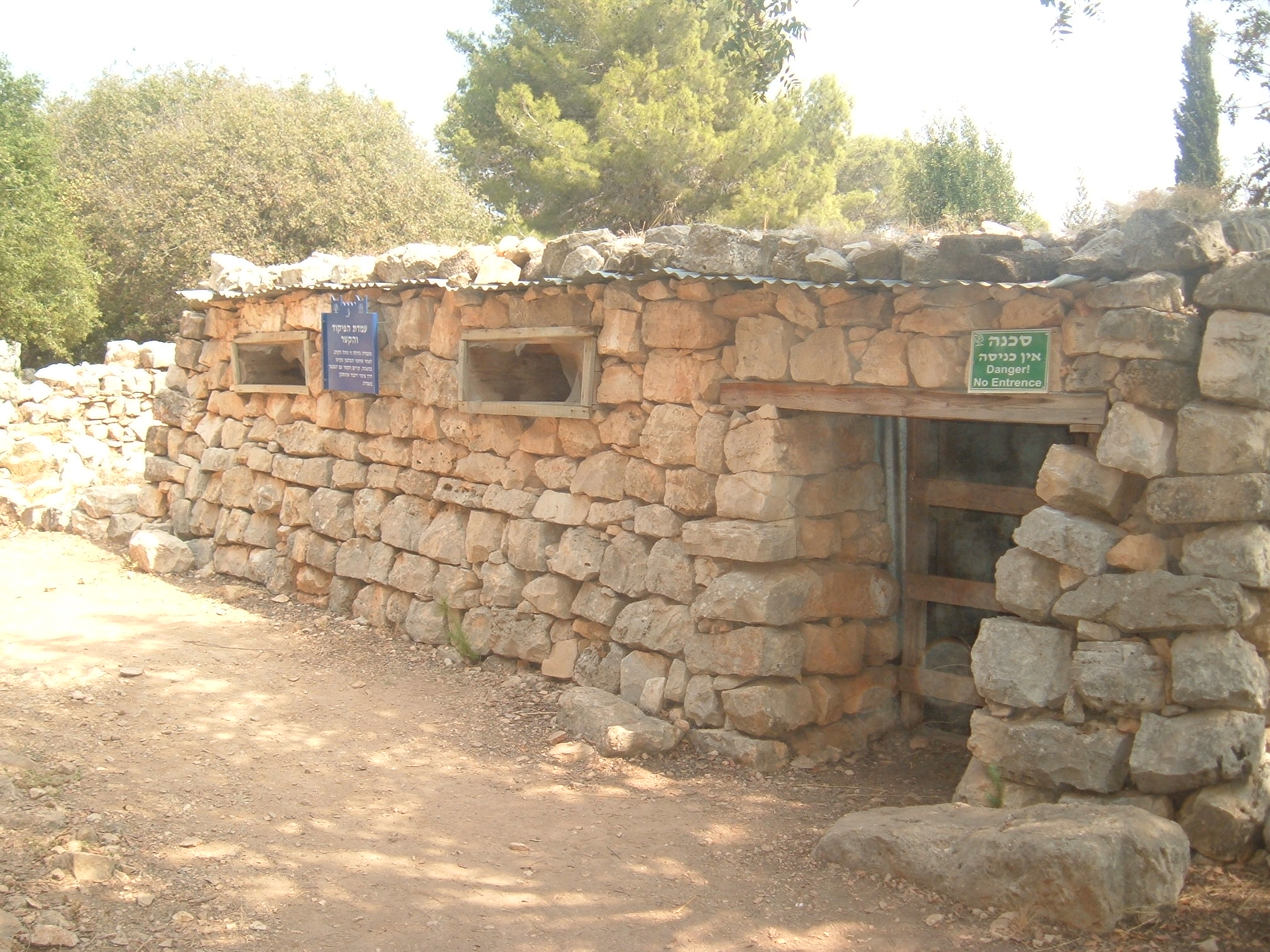
Ehemalige Unterstände aus der Zeit der Belagerung Jechiʿams, 2007

Am 20. Januar 1948 eröffnete unter dem Kommando Adib asch-Schischaklis, später Syriens Präsident, die 2. Jarmuk-Brigade der Arabischen Befreiungsarmee mit drei Kompanien, denen sich einheimische arabische Dorfmilizionäre angeschlossen hatten, um 250 Personen, den Angriff auf den Kibbuz.:31 Die Kibbuznikim und ihre inzwischen hinzugetretenen Helfer verschanzten sich in der Ruine der Festung Gadin, um die sich ihr Kibbuz entwickelte. Nach Beginn der Kämpfe wurden nachts schleichend zwölf Bauleute der Firma Solel Boneh in den Kibbuz geschleust, um durch Schanzarbeiten wie an Schützengräben die Burgruine zu befestigen und Unterstände zu errichten.:40
Die arabische Aggression begann um 6h05 Uhr mit der Sprengung der Brücke über den Nachal Gaʿeton im Zuge der Straßenanbindung des Kibbuzes (heute Lokalstraße 8833), um herbeigerufener Verstärkung den gebahnten Weg nach Jechiʿam zu versperren. Die Explosion war weithin zu hören, wodurch der Überraschungseffekt des Angriffs verloren ging. Der Kibbuz löste den Alarmzustand aus und die Verteidiger besetzten alle Stellungen in der Festung Gadin. Um 6h30 Uhr eröffneten die arabischen Angreifer ein konzentriertes Feuer von Mörsern und Scharfschützen auf die Öffnungen und Stellungen in der Festung. Nach diesem Sperrfeuer begannen die Soldaten der Arabischen Befreiungsarmee von Norden her den langen Hang des Burgbergs hinauf und Osten her auf ähnlichem Höhenniveau vorzurücken. Die Verteidiger ließen sie nahe herankommen und eröffneten erst dann das Gegenfeuer mit Gewehren, wobei aus Munitionsmangel nur klare Ziele zu beschießen waren.

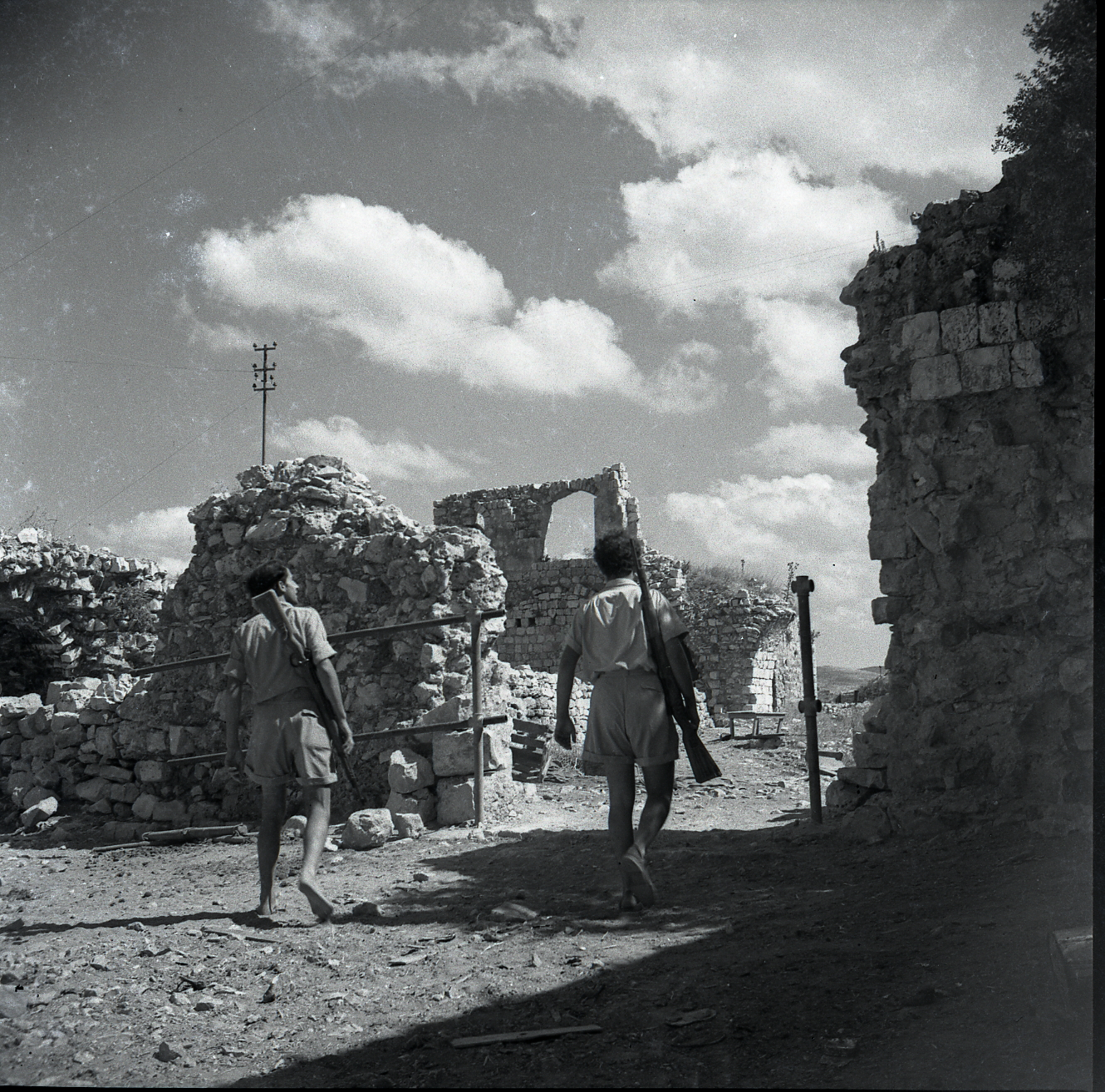
Verteidiger Jechiʿams auf Patrouille in den Ruinen der Festung Gadin

Außerdem brachten die Verteidiger einen 5-cm-Mörser und ein Maschinengewehr zum Einsatz. Da es in den Stellungen keine Feldtelefone gab, mussten Boten dem Feuer ausgesetzt hin und her laufen. Um 6h45 Uhr gelang den Angreifern einen der Läufer zu töten, als er am Eingang des Funkraums anlangte, um eine Nachricht zu überbringen. Ab 8h00 Uhr begannen die Angreifer sporadisch einen 60-mm-Mörser abzufeuern. Um 10h30 Uhr schlug eine Mörsergranate in eine der Stellungen in der Festung ein und tötete drei dort befindliche Kämpfer.:31 Nach fünf Stunden Gefecht ohne entscheidende Bodengewinne zogen sich die Angreifer ab 11h45 Uhr Richtung Tarschiha zurück.:31 Es war der erste Misserfolg der Arabischen Befreiungsarmee im Bürgerkrieg mit elf Toten und 72 Verwundeten.
Am selben Morgen verließ ein gepanzerter Wagen mit elf Notrim an Bord Naharija in Richtung Jechiʿam. Kurz nach seiner Abfahrt erfuhr die Notrim-Zentrale von dem Angriff auf Jechiʿam und der Bezirkskommandant versuchte vergeblich, den Wagen per Motorradbote einholen und stoppen zu lassen. Um 7h45 Uhr stießen die Notrim mit ihrem gepanzerten Fahrzeug an der Kreuzung Zomet Gaʿeton bei Kilometer 8,5 östlich Naharijas auf einen arabischen Kontrollpunkt, den sie durchbrachen wie auch einen weiteren etwa 250 Meter weiter die Straße hinunter an der gesprengten Gaʿetonbrücke, die sie umfuhren. Bei Kilometer 9 blieben sie vor einer massiven Blockade stecken und gerieten heftig unter Beschuss. Unter der Deckung ihres Maschinengewehrfeuers begannen die arabischen Kämpfer sich dem Panzerwagen von Osten her anzunähern.
Nach etwa einer Stunde Kampf und nachdem die Notrim drei Verwundete zu beklagen hatten, waren sie gezwungen den feststeckenden Panzerwagen aufzugeben und in der Nähe eine neue Stellung zu beziehen. Die arabischen Kämpfer setzten derweil das gepanzerte Fahrzeug in Brand, während es den Notrim zunächst gelang, sich dem Sichtkontakt der Angreifer zu entziehen. Auf ihrem schleichenden Rückzug trafen die Notrim nahe am Nachal Gaʿeton erneut auf einen arabischen Trupp. Die Notrim waren bereits von Süden, Norden und Westen umzingelt, als um 10h30 Uhr Angehörige der Palestine Police, die aus ihrer Wache im Tegart-Fort Akkon herbeigeeilt waren, im gepanzerten Mannschaftswagen ankamen, um Sicherheit und Ordnung auch mit Gewalt wiederherzustellen. Die Polizei gab den Notrim Feuerschutz.
Um 12h15 Uhr traf zudem eine britische Militäreinheit am Ort des Geschehens ein und nach weiterem Beschuss endete das Gefecht um 13h00 Uhr mit dem Rückzug der arabischen Angreifer. Die Briten evakuierten die Opfer – vier Tote und vier Verwundete, von denen zwei später ihren Verletzungen erlagen. Wieder zurück stießen die Briten bis um 13h45 Uhr, zwei Stunden nach Ende der Schlacht, nach Jechiʿam vor. Der britische Armeeoffizier der Truppe schlug den Verteidigern vor, Jechiʿam zu räumen und die anwesenden Kibbuznikim und Helfer zu evakuieren. Die Verteidiger lehnten seinen Vorschlag ab, nahmen aber seinen Vorschlag an, ihre Verwundeten zu evakuieren.

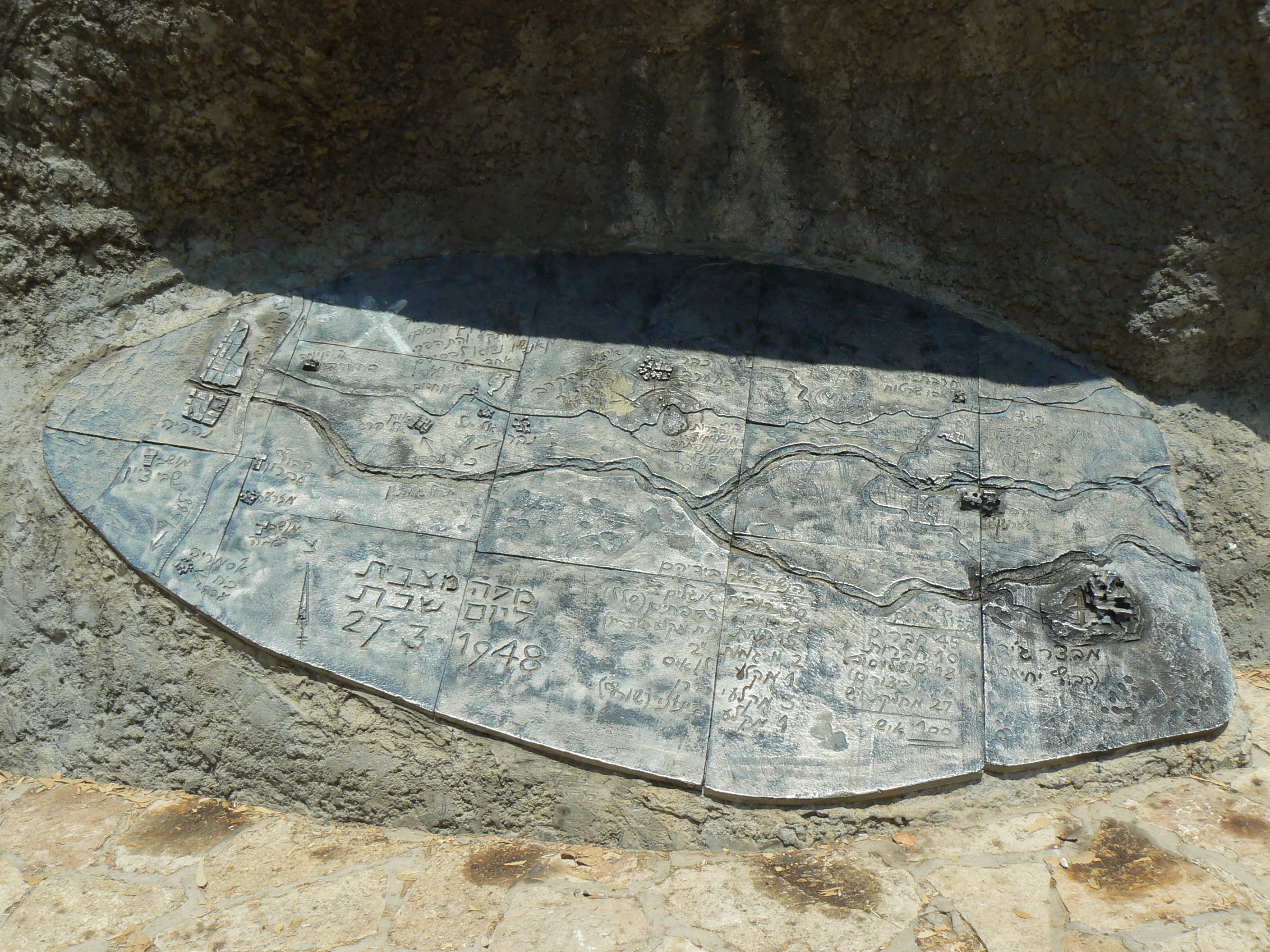
Mahnmal für die Opfer des Überfalls vom 27. März 1948: Relief der Fahrtroute des Konvois von Naharija (li.) nach Jechiʿam (re.), 2007

Die Hagannah unternahm von Naharija aus bewachte Versorgungskonvois nach Jechiʿam. Am 27. März 1948 war es mal wieder soweit, ein Konvoi aus sieben gepanzerten Fahrzeugen, beladen mit Versorgungsgütern und Nachschub und besetzt mit 90 Personen, Fuhr- und bewaffnete Wachleute, fuhr ab in Richtung Jechiʿam. Beim Überfall auf den Jechiʿam-Konvoi bei al-Kabri auf der Landstraße Akko-Damaskus (heute Kvisch ) zerstörten die Angreifer der Arabischen Befreiungsarmee unter Kommandant Khalil al-Kallas, angeschlossene Dorfmilizionäre aus al-Kabri wie Freischärler den Fahrzeugverband weitgehend und töteten 46 Wach- und Fuhrleute, darunter auch der Konvoileiter Ben-ʿAmmi Paechter (1919–1948; Kommandeur des 47. Bataillons) wie 21 Angehörige seines Bataillons, in einem zehnstündigen Gefecht.:31seq.

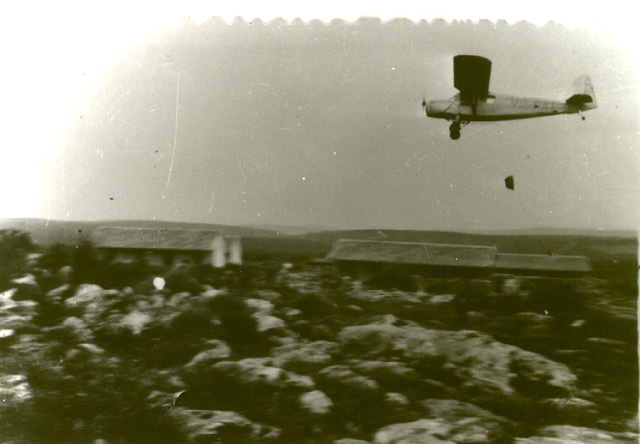
Abwurf von Mitteln der Versorgung und Nachschub über Jechiʿam, 1948

Sechs arabische Kämpfer wurden ebenfalls im Gefecht getötet. Allein das erste Fahrzeug des Konvois entkam. Die Arabische Heimatarmee belobigte besonders Shukri Shoufani, den Anführer der Dorfmilizionäre aus Miʿilya und zeichnete ihn aus dafür, dass er mit waghalsiger Placierung von Handgranaten im Innern der gepanzerten Fahrzeuge viele der Personen des Konvois zu töten vollbrachte. Die überlebenden Wach- und Fuhrleute aus den gestoppten Fahrzeugen flohen, einige Richtung Naharija,:31 andere schafften es nach Jechiʿam. Die Hagannah gab einstweilen auf, den Kibbuz per Konvoi zu versorgen. Der Versuch, im isolierten Jechiʿam eine Landebahn anzulegen,:27 scheiterte unter dem Beschuss arabischer Scharfschützen. Ersatzweise warfen Flugzeuge der Scherut Awir gelegentlich kleine Mengen Hilfsgüter ab. Gelegentliche Versorgung aus der Luft genügte nicht, nicht feindlich gesonnene arabische Bauern der Umgebung kamen und verkauften den Belagerten einen gewissen Bedarf an Lebensnotwendigem.
Am 9. März schlugen die Verteidiger Jechiʿams einen weiteren Angriff zurück, bei dem mindestens drei arabische Angreifer getötet wurden. Am 4. April 1948 griffen die Arabische Befreiungsarmee und verbündete Freischärler Jechiʿam unerwartet an, als die Bewohner gerade aus der Luft abgeworfene Vorräte einsammelten. Trotz der völligen Überraschung erlangten die Verteidiger das Heft des Handelns bald zurück und konnten den Angriff abschlagen. Die Verteidiger zählten drei Verwundete, während die Verluste auf arabischer Seite unbekannt sind.

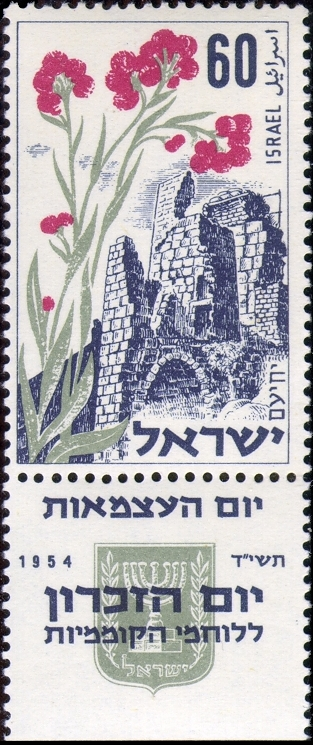
Festung Gadin auf einer Sondermarke von 1954

Zu den objektiven Schwierigkeiten des Überlebens unter Belagerung:31 kam bei einigen Bewohnern die Unsicherheit hinsichtlich der Zukunft der Region hinzu, denn gemäß dem vorgeschlagenen UN-Teilungsplan sollte Obergaliläa mit Jechiʿam Teil des nichtjüdisch-arabischen Staates sein, doch die arabische Seite wollte die künftige Aufteilung Palästinas ja durch das Waffenglück bestimmen. Die Leitung Jechiʿams, das Kibbuzsekretariat, bat die jüdischen nationalen Institutionen am 8. April um Klarstellung: Bis es zu einer Einigung kommen werde, durch Verhandlungen oder Waffengang würden Orte wie Jechiʿam Schutz erhalten, auch wenn sie laut vorgeschlagenem UN-Teilungsplan nicht in die Grenzen des jüdischen Staates einbezogen worden waren.
Streitkräfte Ägyptens, des Iraks, des Libanons, Syriens und Transjordaniens überschritten die Landesgrenzen und begannen am 15. Mai 1948 den Krieg um Israels tags zuvor erklärte Unabhängigkeit, allerdings auf Schauplätzen fern von Jechiʿam und damit ohne Auswirkung auf die Belagerung. Im Rahmen der militärischen Operation Ben-ʿAmmi (14.–21. Mai 1948; benannt nach dem im März getöteten Kommandeur Paechter) nahm die Hagannah Akko (17. Mai) für Israel ein und weite Teile der umgebenden Küstenebene, zuletzt al-Kabri,:31 Schauplatz der Blockade und des berüchtigten Überfalls auf den Jechiʿam-Konvoi im März. Damit war Jechiʿams Entsatz erlangt. Die israelische Eroberung al-Kabris ging als das so genannte Al-Kabri-Massaker in die Geschichte ein. 
Jechiʿams Lage blieb als Frontort unter Feindbeschuss, wie auch auf die Wege dorthin, einstweilen prekär, bis im Zuge der Operation Chiram im Oktober Israel auch Obergaliläa mit Tarschiha eingenommen hatte. Mit ihren Waffenstillstandsabkommen von 1949 markierten Ägypten, Libanon, Syrien und Transjordanien ihre durch Waffenglück bestimmte Teilung Palästinas mit dem Gegner Israel durch die Grüne Linie, wenn auch anders als sie es erwartet hatten, womit Jechiʿam bei Israel blieb. Statt Frieden zu schließen, ließen die Nachbarstaaten alles Übrige einstweilen offen und weitere Waffengänge folgen. Ägypten und Jordanien scherten 1979 bzw. 1994 aus dieser Kriegsfront aus und schlossen mit Israel Frieden.

## Trivia
Anlässlich des Jom haSikkarons und der sechsten Wiederkehr des Jom haʿAtzmaʾut 1954 gab der Doʾar Jisraʾel (Post Israels) eine Briefmarke zum Gedenken der Belagerung Jechiʿams heraus, die die Festung Gadin zeigt.